# Ipomoea arborescens
Espèce
Classification phylogénétique
Ipomoea arborescens, l’Ipomée arborescente, en anglais : tree morning glory (l'arbre gloire du matin), est une espèce de plantes à fleurs de la famille des Convolvulaceae. Cet arbre pousse assez rapidement et produit des tiges semi succulentes. C'est une plante tropicale, qui se trouve principalement au Mexique, et fleurit en fin d'automne et pendant l'hiver. Son nom commun est Cazahuatl ou Cazahuate en  Nahuatl (nom indigène au Mexique).

## Distribution
Ipomoea arborescens se trouve au Mexique à partir du Sonora et du sud de l’état de Chihuahua  jusqu’à  Veracruz et Oaxaca. Il pousse à des altitudes comprises entre 50 et 2200 m et, habituellement,  fleurit et fructifie, entre novembre et avril. son habitat se trouve  dans des forêts d'epineux, de chêne des savanes et des forêts sèches à feuilles caduques. Cette plante peut être cultivée en  Salvador, au Guatemala, au Sénégal et au Zimbabwe.

## Habitat et écologie
Ipomoea arborescens est un arbre feuillus caudiciform, il exige le plein soleil et pousse mieux dans des conditions tropicales. Il poussera entre la zone climatique 9b et 11. Il lui faudra un sol légèrement acide à légèrement alcalin avec un pH de 6,1 à 7,8. Ses feuilles poussent en été, pendant la saison des pluies. Le feuillage tombe après la fin des pluies en septembre. On le trouve de manière importante sur site archéologique de Monte Albán proche d'Oaxaca de Juárez au Mexique. Des croyances populaires affirment que l’origine du nom Monte Albán , viendrait du casahuate (ipomée arborescent). Cet arbre présent sur les flancs de la montagne se couvre, durant la période sèche, de fleurs blanches ; en découlerait le nom de Monte Albar (blanc) dérivé en Monte Albán.

## Description
C'est un arbre de croissance rapide , jusqu'à deux ou trois mètres par an, il fera de 3 à 15 m de haut avec un diamètre de tronc de 50 cm. Son écorce varie du gris au brun avec une texture rugueuse. Les tiges sont généralement tomenteux quand il est jeune, après la troisième année, glabrescente, il produit un latex blanc. Le limbe des feuilles est entièr, de 9 à 19 cm de long et de 6 à 9 cm de large, avec 12 à 19 paires de nervures latérales. Les feuilles sont ovales à lancéolées, cordées à la base et acuminées à l'apex, pubescentes surtout a la base et sur les nervures de la face inférieure; par  maturation, les poils restent uniquement sur les nervures et le long de la marge.
Les fleurs sont groupées sur la partie terminale des rameaux en inflorescences axillaires, chaque cyme se compose de 1, rarement 2, fleurs. La fleur est en forme d'entonnoir. Sa couleur est  blanche ou crème. Le calice de couleur verdâtre ou crème soutient le blanc de la corolle. Les étamines sont enfermées dans une gorge.
Les fleurs forment un fruit en capsule de forme globuleuse ou allongée, qui est étroitement ovale et contient 4 graines brunes à brun-rougeâtre. Chaque graine contient une frange blanche avec des poils jaune soyeux. Les fleurs de I. arborescens sont les principales sources de nectar pour les chauves-souris à nez court, les colibris, et les abeilles. Les cerfs se nourrissent des fleurs tombées au sol.

## Utilisation
L'"arbre à trompettes", est une espèce mellifère. Ses grandes fleurs en forme de trompette, souvent blanches ou crème, attirent les abeilles et autres pollinisateurs grâce à leur nectar. Cet arbre est apprécié non seulement pour sa beauté mais aussi pour son rôle dans la biodiversité, en soutenant les populations d'abeilles et autres insectes pollinisateurs.

## Maladies
En cas de contact avec les champignons, Fusarium oxysporum, une  pourriture de la tige peut facilement se produire dans des conditions humides. Quand il y a des niveaux élevés d'humidité ou en cas d'irrigation, les champignons libèrent des spores qui  provoquent un gonflement des tiges , endommageant ainsi le système vasculaire. Certains symptômes sont un retard de croissance, moins de formation de fleurs , le feuillage jaunit et si elle n'est pas traitée, la plante peut mourir.

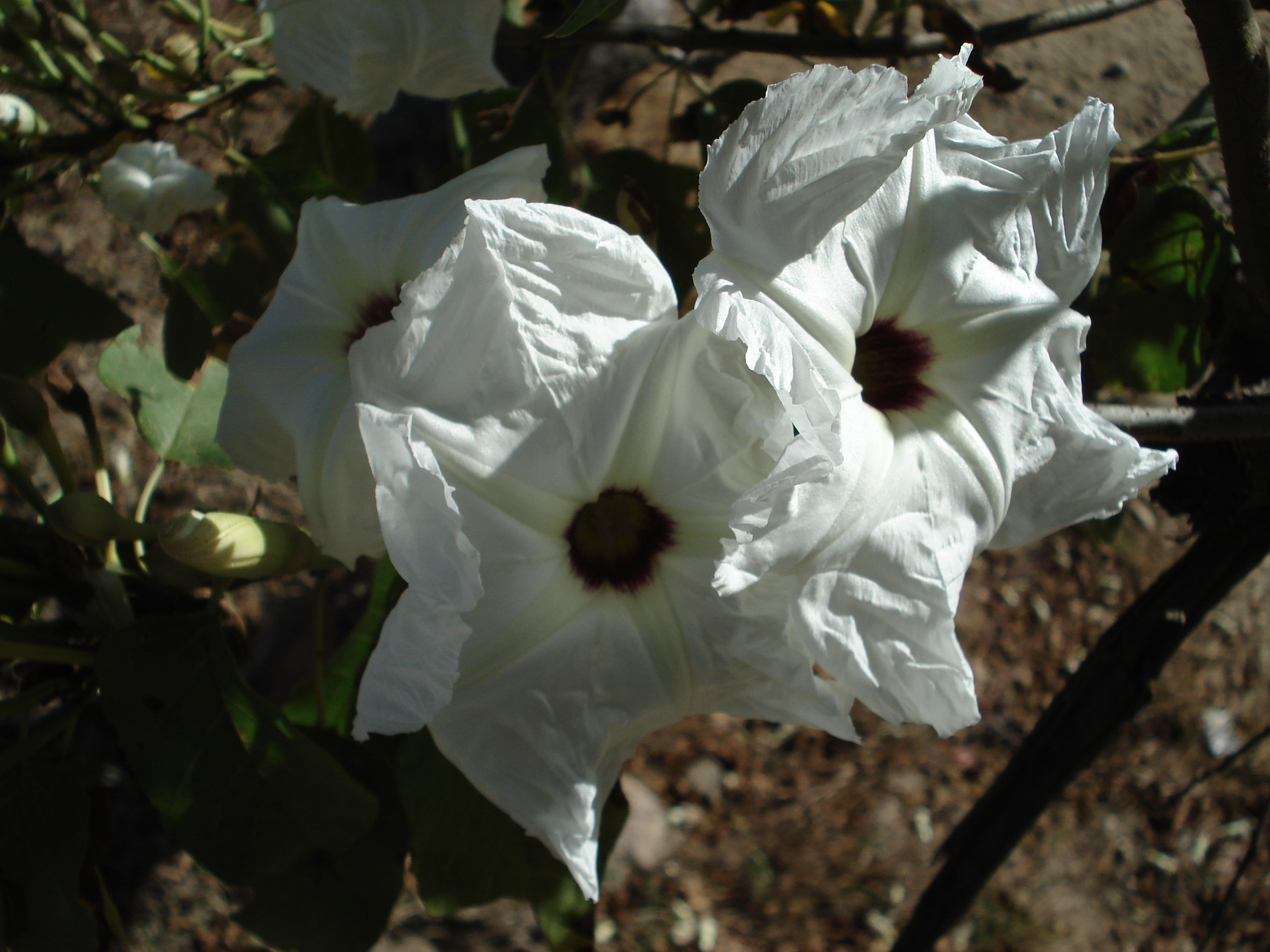
Fleurs de Ipomoea arborescens à "Monte Alban" au MEXIQUE (Oaxaca)
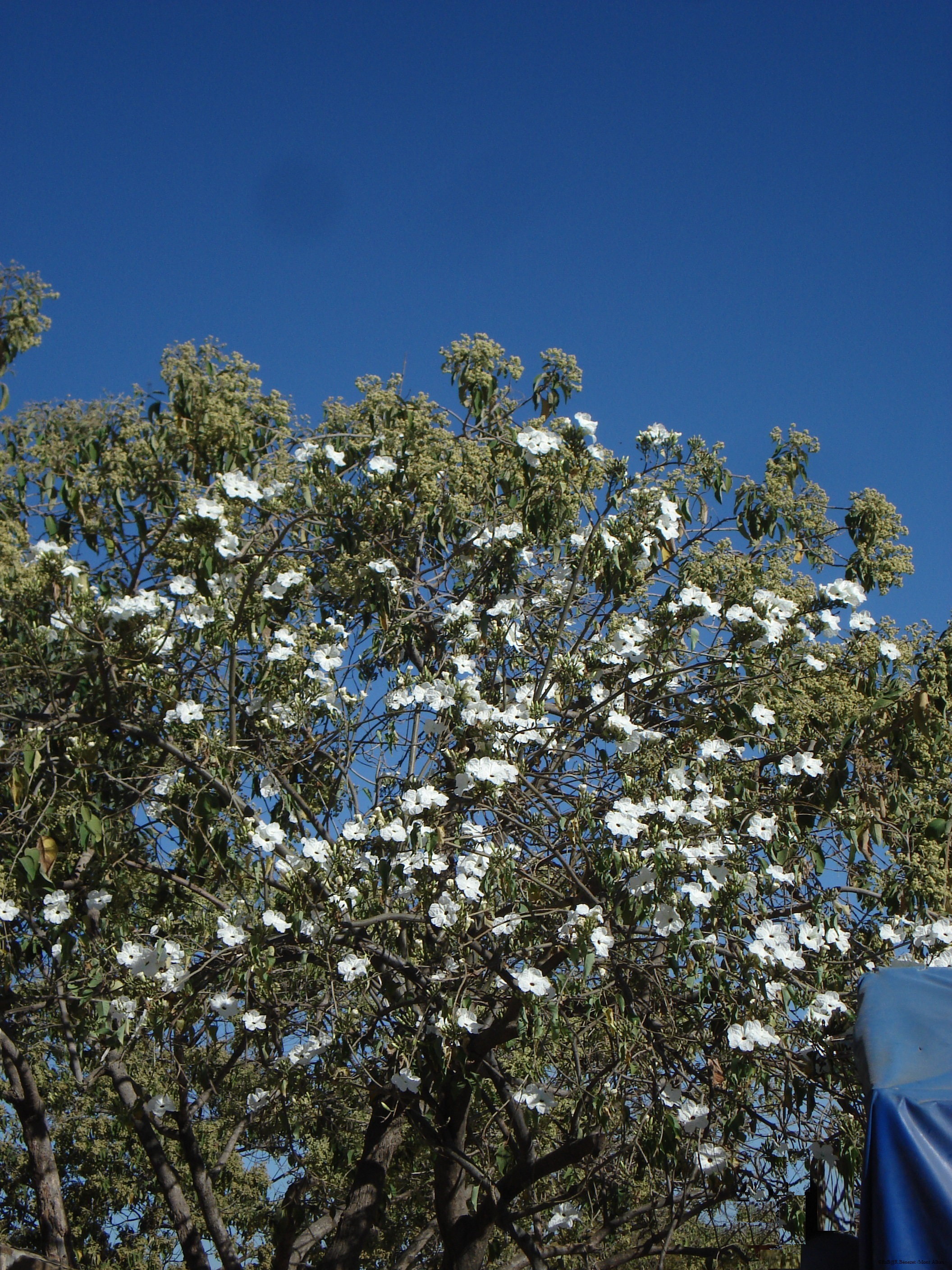
Detail de Ipomoea arborescens à "Monte Alban" au MEXIQUE (Oaxaca)